# Fattoria di Marsiliana
La fattoria di Marsiliana è un edificio storico di Marsiliana d'Albegna, frazione del comune di Manciano, nella provincia di Grosseto.

## Storia
Il complesso sorse come castello in epoca medievale nelle vicinanze di un'antica pieve. La località fu un dominio della famiglia Aldobrandeschi nel XIII secolo, passò sotto il controllo dei Senesi nel XIV secolo e venne conquistato verso la metà del XVI secolo dai Medici che lo inglobarono nel Granducato di Toscana, dopo una brevissima parentesi sotto lo Stato dei Presidii.
Nel XVIII secolo la struttura divenne proprietà dei principi Corsini di Firenze che la restaurarono profondamente alla fine dell'XIX secolo; la fattoria è ancora proprietà della famiglia fiorentina.

## Descrizione
La fattoria di Marsiliana si presenta come un esteso complesso che si sviluppa attorno alla torre di epoca medievale, con strutture murarie in pietra e merlatura sommitale.
Il palazzo padronale si estende su più livelli, con finestre quadrangolari e pareti intonacate che rievocano la serie di ristrutturazioni post-settecentesche; molto caratteristica è la piccola chiesa che un tempo svolgeva funzioni di cappella gentilizia.
All'estremità opposta del complesso, si trovano una serie di edifici con strutture murarie in pietra che costituivano il piccolo borgo attorno all'originario castello, divenendo in seguito fabbricati ad uso agricolo per la fattoria. Attualmente sono adibiti a residence abitativi.
A seguito della bonifica dell'Ente Maremma dopo la seconda guerra mondiale, con cui le inutili ampie zone paludose sono state portate a terreno seminabile, Marsiliana si sviluppò attorno alla vecchia strada statale 74 Maremmana, dove ora sorge Il borgo.